# The Festival (película)
The Festival es una película de comedia británica de 2018 dirigida por Iain Morris y coescrita por Keith Akushie y Joe Parham. La película está protagonizada por Joe Thomas, Hannah Tointon, Emma Rigby, Hammed Animashaun y Claudia O'Doherty.

## Reparto
- Joe Thomas como Nick Taylor
- Hammed Animashaun como Shane Simpson
- Claudia O'Doherty como Amy
- Hannah Tointon como Caitlin
- Kurt Yaeger como Pirate
- Jemaine Clement como Robin
- Noel Fielding como Hammerhead
- Lizzy Connolly como Lucy
- Chris Geere como el hermano David
- Nick Frost como Ricky el tatuador
- Emma Rigby como Smurf Girl
- Theo Barklem-Biggs como Gordy Symonds
- Leigh Williams como Clive el quiosco
- Hugh Coles como Rex
- Jason Williamson como oficial de policía

## Producción
Partes de la película se filmaron en elfestival de Leeds y los asistentes reales del festival actuaron como extras en las escenas de gran multitud. El rodaje también tuvo lugar en campos cercanos al pueblo de Compton Martin en Somerset.